# 木村允彦
木村 允彦（きむら まさひこ、1984年10月1日 - ）は、広島県広島市出身の元サッカー選手。ポジションはディフェンダー (CB、右SB)。ロングフィードとカバーリングに長けている。

## 経歴
10歳でサッカーを始める。小学生時代は広島高陽フットボールクラブに、中学生時代はセントラル吉島に所属した。2000年広島県立広島皆実高等学校に入学し、在学中に全国高等学校サッカー選手権大会出場を3年連続で経験した。
卒業後大阪府に渡り桃山学院大学に入学、サッカー部に所属して関西学生サッカーリーグ・関西学生サッカー選手権大会などに出場した。4年次には同部主将も務めた。
卒業後の2007年、当時JFL所属のFC岐阜に入団し、3試合に出場した。翌2008年にはJFL所属であったファジアーノ岡山FCに入団、18試合に出場して2得点を挙げて、クラブのJリーグ参入を経験した。
翌2009年4月、同年2月に設立されたファジアーノ岡山ネクストへと選手登録が移行された シーズン当初はグロインペイン症候群 の治療にあたり、8月にトップチームへ復帰。シーズン終了までに11試合に出場した。
2010年度も4月より岡山ネクストへ登録を変更。同年度の岡山ネクストは中国サッカーリーグに昇格しており、木村は同リーグで11試合に出場して3得点を挙げた。7月にトップチームへ復帰した が、12月に契約満了に伴い退団し、 現役引退を発表した。

## 所属クラブ
- 000000 - 199?年 広島高陽フットボールクラブ
- 199?年 - 1999年 セントラル吉島
- 2000年 - 2002年 広島皆実高校
- 2003年 - 2006年 桃山学院大学
- 000000002007年 FC岐阜
- 2008年 - 2010年11月 ファジアーノ岡山FC
  - 2009年4月 - 同年8月 ファジアーノ岡山ネクスト (登録変更)
  - 2009年8月 - 2010年3月 ファジアーノ岡山 (登録変更)
  - 2010年4月 - 同年7月 ファジアーノ岡山ネクスト (登録変更)

## 個人成績
| 国内大会個人成績 | 国内大会個人成績 | 国内大会個人成績 | 国内大会個人成績 | 国内大会個人成績 | 国内大会個人成績 | 国内大会個人成績 | 国内大会個人成績 | 国内大会個人成績 | 国内大会個人成績 | 国内大会個人成績 | 国内大会個人成績 |
| 年度             | クラブ           | 背番号           | リーグ           | リーグ戦         | リーグ戦         | リーグ杯         | リーグ杯         | オープン杯       | オープン杯       | 期間通算         | 期間通算         |
| 年度             | クラブ           | 背番号           | リーグ           | 出場             | 得点             | 出場             | 得点             | 出場             | 得点             | 出場             | 得点             |
| 日本             | 日本             | 日本             | 日本             | リーグ戦         | リーグ戦         | リーグ杯         | リーグ杯         | 天皇杯           | 天皇杯           | 期間通算         | 期間通算         |
| ---------------- | ---------------- | ---------------- | ---------------- | ---------------- | ---------------- | ---------------- | ---------------- | ---------------- | ---------------- | ---------------- | ---------------- |
| 2007             | 岐阜             | 22               | JFL              | 3                | 0                | -                | -                | 0                | 0                | 3                | 0                |
| 2008             | 岡山             | 5                | JFL              | 18               | 2                | -                | -                | 2                | 1                | 20               | 3                |
| 2009             | 岡山             | 5                | J2               | 0                | 0                | -                | -                | -                | -                | 0                | 0                |
| 2009             | 岡山N            | 5                | 岡山県1部        |                  | 0                | -                | -                | -                | -                |                  | 0                |
| 2009             | 岡山             | 5                | J2               | 11               | 0                | -                | -                | 1                | 0                | 12               | 0                |
| 2010             | 岡山N            | 5                | 中国             | 11               | 3                | -                | -                | -                | -                | 11               | 3                |
| 2010             | 岡山             | 5                | J2               | 0                | 0                | -                | -                | 0                | 0                | 0                | 0                |
| 通算             | 日本             | 日本             | J2               | 11               | 0                | -                | -                | 1                | 0                | 12               | 0                |
| 通算             | 日本             | 日本             | JFL              | 21               | 2                | -                | -                | 2                | 1                | 23               | 3                |
| 通算             | 日本             | 日本             | 中国             |                  |                  | -                | -                | -                | -                |                  |                  |
| 通算             | 日本             | 日本             | 岡山県1部        |                  | 0                | -                | -                | -                | -                |                  | 0                |
| 総通算           | 総通算           | 総通算           | 総通算           | 32               | 2                | -                | -                | 3                | 1                | 35               | 3                |